# Stenochironomus vatius
Stenochironomus vatius är en tvåvingeart som beskrevs av Art Borkent 1984. Stenochironomus vatius ingår i släktet Stenochironomus och familjen fjädermyggor. Inga underarter finns listade i Catalogue of Life.